# Pepinusbrug
Pepinusbrug is een buurtschap ten zuidoosten van Pey in de Nederlandse gemeente Echt-Susteren.
De naam Pepinusbrug komt voort uit een legende rondom Pepijn van Herstal, die als hofmeier leiding gaf aan het Frankische Rijk. Volgens deze legende ging hij jaarlijks op bedevaart vanaf zijn woonplaats Herstal naar het klooster op de Petrusberg (tegenwoordig Sint Odiliënberg), dat zou zijn gesticht door de heiligen Wiro, Plechelmus en Otgerus. Op weg naar dit klooster bleef hij echter steken in de uitgestrekte moerassen ten zuiden van Echt, maar enkele buurtbewoners bevrijdden hem uit het moeras. Pepijn was de Echtenaren zo dankbaar dat hij hen het bosrijke Echterwald schonk.
Tegenwoordig wordt getwijfeld aan de betrouwbaarheid van deze legende. Hij werd voor het eerst in 1477 vastgelegd in de ‘Cleernis van de gemeynte van Echt’  In dit document vragen de Echtenaren aan hun landsheer, de hertog van Gelre, om bescherming tegen invallen van bewoners uit het aangrenzende hertogdom Gulik, die hun rechten in het Echterwald uit de tijd van vóór de grensscheiding tussen Gelre en Gulik maar niet wilden opgeven. Als tegenprestatie voor de geboden bescherming bedingt de hertog van Gelre van de Echtenaren het derde deel van het Echterwald uit de schenking van Pepijn van Herstal, waarmee hij tevens de schenking van Pepijn van Herstal erkende.
Later kwam er een brug over dit moeras met de naam Pepinusbrug. In november 1940 werd de legende ook verteld aan rijkscommissaris van bezet Nederland, Arthur Seyss-Inquart, tijdens zijn bezoek aan de provincie Limburg. Deze was zo geïnteresseerd in het verhaal dat hij architect Hendrik Willem Valk opdracht gaf een nieuwe Pepinusbrug te ontwerpen versierd met episodes uit de legende. Dit ontwerp is echter nooit uitgevoerd.
Kernen: Dieteren · Echt · Koningsbosch · Maria Hoop · Nieuwstadt · Pey · Roosteren · Sint Joost · Slek · Susteren

Buurten en buurtschappen: Aan het Echterbosch · Aan Reijans · Aasterberg · Baakhoven · Berkelaar · Christinawijk · Echterbosch · Frenkenshof · Gebroek · Gulickshof · Haeselaarbroek · Heide · Hingen · Hommelhof · Illikhoven · Kokkelert · Lange Bosschen · Liboscherveld · Mariaveld · Pepinusbrug · Pepiniushof · In de Mehre · Middelveld · Munsterveld · Oevereind · Ophoven · Oud-Roosteren · Putbroek · Schilberg · Sint Anna · Sint Antoniushoeve · Spaanshuisken · Visserweert · Vogelsang · Wolfskoul

Bedrijventerreinen: De Berk · Businesspark ML · Dieterderweg · De Loop · Wolfskoul

Limburg: Steden en dorpen      Nederland: Provincies · Gemeenten